# Cabrières (Hérault)
Pour les articles homonymes, voir Cabrières.
Cabrières [ka.bʁi.ɛʁə] (en occitan Cabrièiras [ka.β̞ri.'ɛj.ɾo̞s]) est une commune française située dans le centre du département de l'Hérault, en région Occitanie.
Exposée à un climat méditerranéen, elle est drainée par la Boyne, Les Pitrous et par divers autres petits cours d'eau. La commune possède un patrimoine naturel remarquable : un site Natura 2000 (« le Salagou ») et deux zones naturelles d'intérêt écologique, faunistique et floristique.
Cabrières est une commune rurale qui compte 556 habitants en 2022. Ses habitants sont appelés les Cabriérois et Cabriéroises.

## Géographie

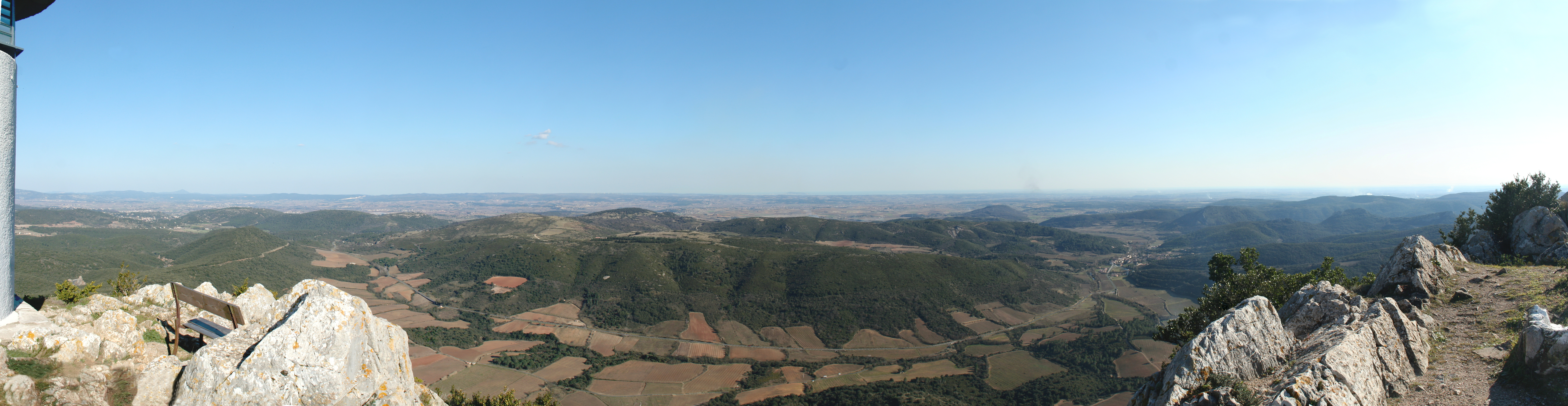
Cabrières vu depuis Vissou.

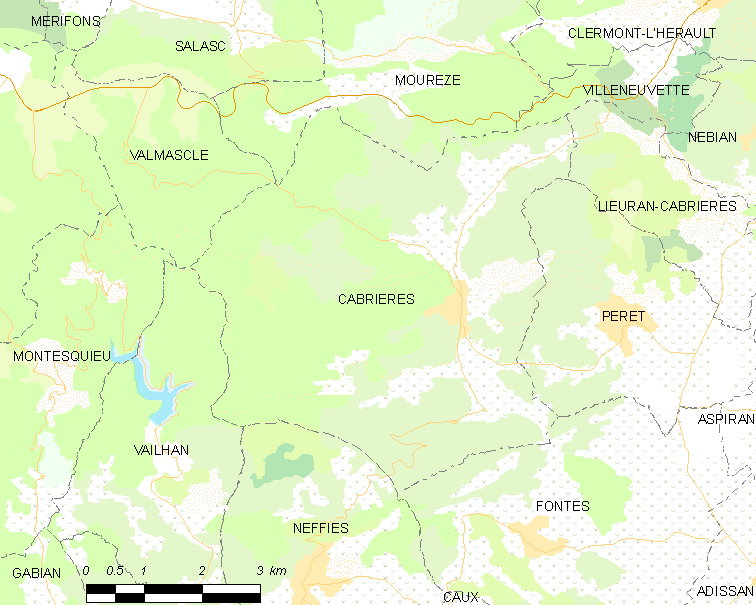
Carte

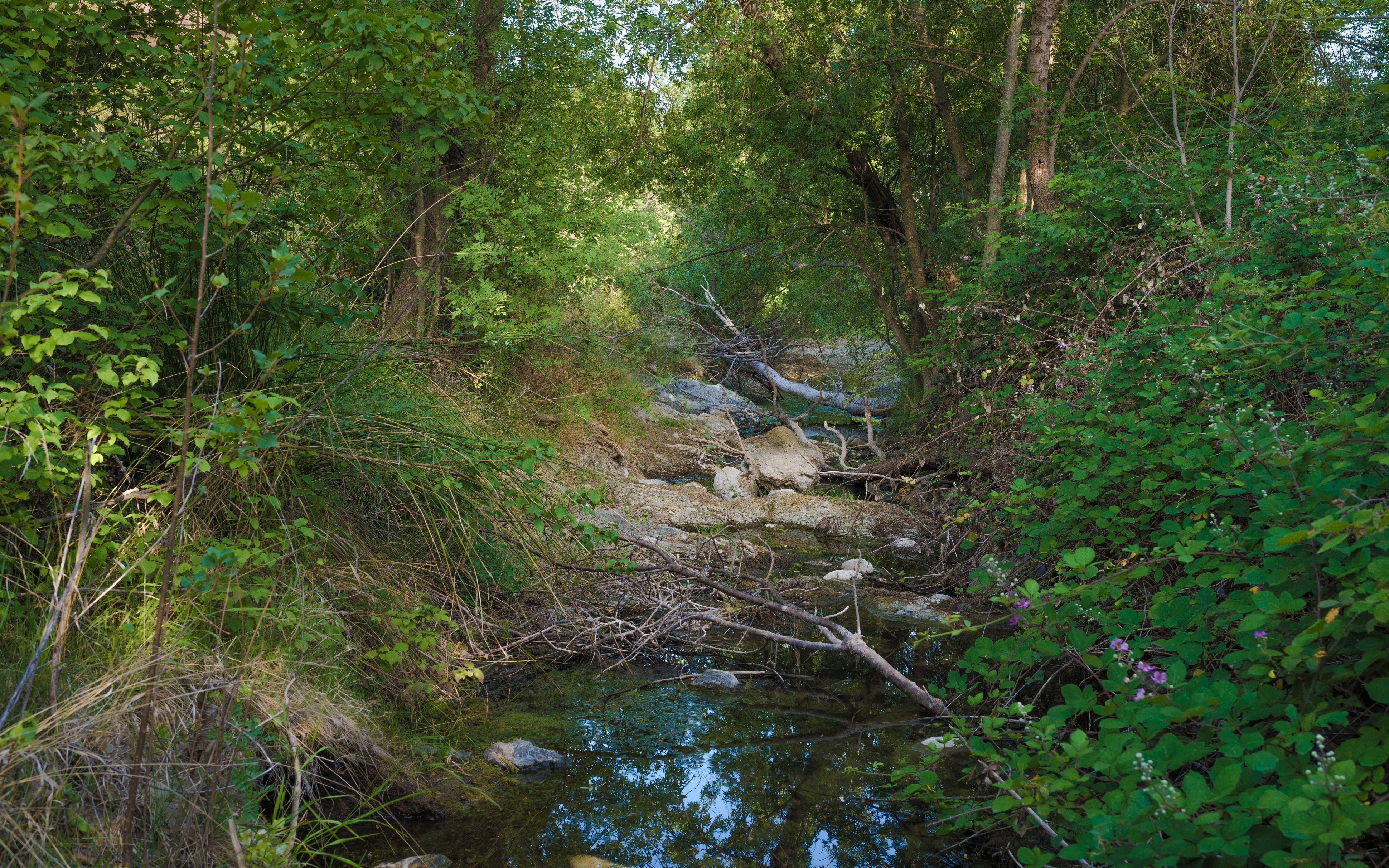
La Boyne.

Cabrières se trouve sur la route départementale 15, entre Pézenas (20 km environ) et Clermont-l'Hérault (9 km). Le village est situé en bas du pic du Vissou, et du Pioch (pic) de la Cisterne, sur lequel se dressait son ancien château. Il est arrosé par la rivière Boyne, affluent du fleuve Hérault.
Sur l'une des collines, nous pouvons voir une statue de la Vierge Marie debout, mesurant environ trois mètres de haut, tournée vers le village. Un chemin a d'ailleurs été pratiqué pour y accéder.

### Communes limitrophes
| Mourèze   | Mourèze, Villeneuvette | Lieuran-Cabrières |
| Valmascle | Cabrières              | Péret             |
| Vailhan   | Neffiès                | Fontès            |

### Climat
Pour des articles plus généraux, voir Climat de l'Occitanie et Climat de l'Hérault.
En 2010, le climat de la commune est de type climat méditerranéen franc, selon une étude s'appuyant sur une série de données couvrant la période 1971-2000. En 2020, Météo-France publie une typologie des climats de la France métropolitaine dans laquelle la commune est exposée à un climat méditerranéen et est dans la région climatique  Provence, Languedoc-Roussillon, caractérisée par une pluviométrie faible en été, un très bon ensoleillement (2 600 h/an), un été chaud (21,5 °C), un air très sec en été, sec en toutes saisons, des vents forts (fréquence de 40 à 50 % de vents > 5 m/s) et peu de brouillards.
Pour la période 1971-2000, la température annuelle moyenne est de 13,9 °C, avec une amplitude thermique annuelle de 16,1 °C. Le cumul annuel moyen de précipitations est de 797 mm, avec 6,6 jours de précipitations en janvier et 2,6 jours en juillet. Pour la période 1991-2020, la température moyenne annuelle observée sur la station météorologique la plus proche, située sur la commune de Roujan à 9 km à vol d'oiseau, est de 14,7 °C et le cumul annuel moyen de précipitations est de 577,8 mm,. Pour l'avenir, les paramètres climatiques de la commune estimés pour 2050 selon différents scénarios d'émission de gaz à effet de serre sont consultables sur un site dédié publié par Météo-France en novembre 2022.

### Milieux naturels et biodiversité

#### Réseau Natura 2000

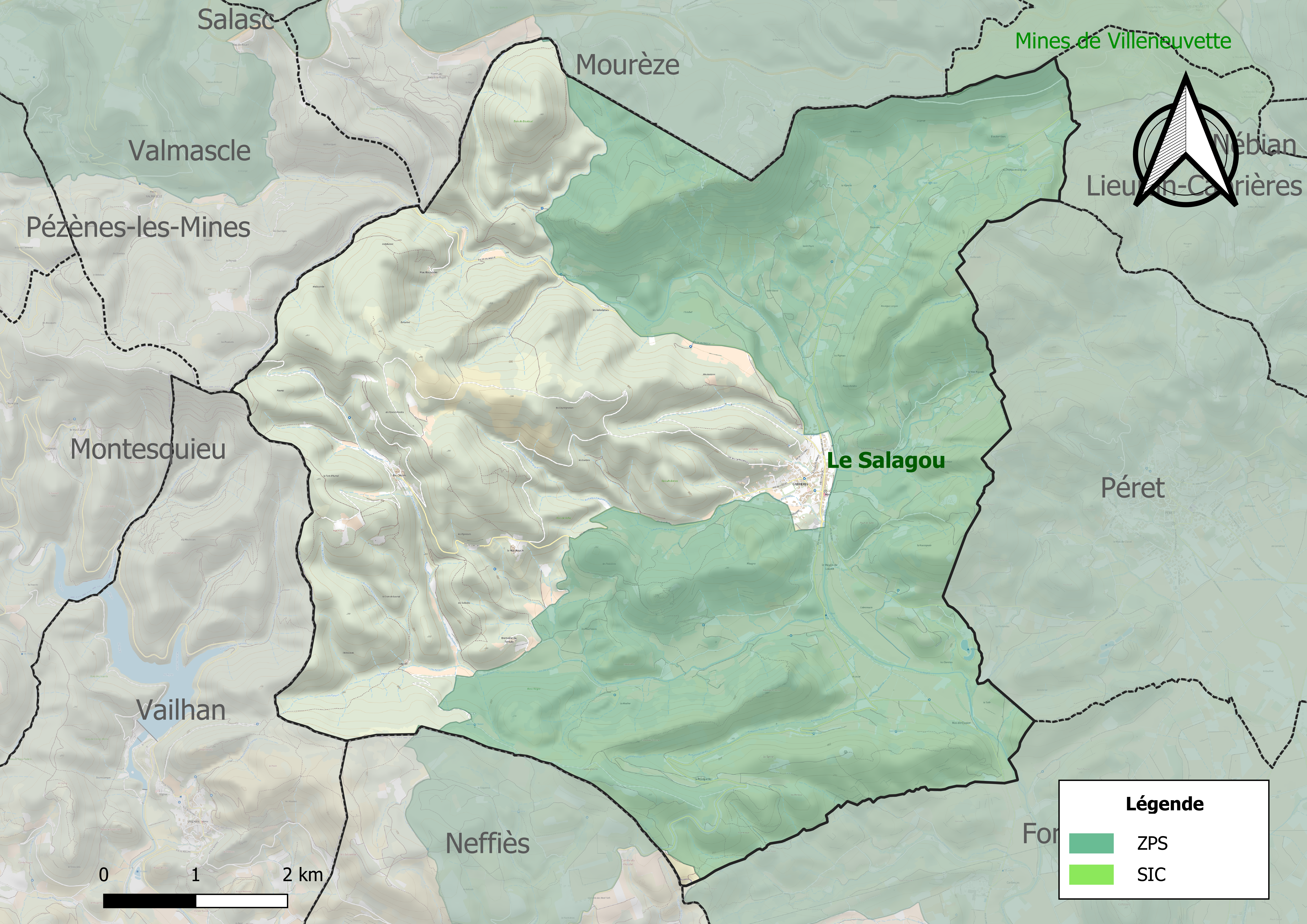
Sites Natura 2000 sur le territoire communal.

Le réseau Natura 2000 est un réseau écologique européen de sites naturels d'intérêt écologique élaboré à partir des directives habitats et oiseaux, constitué de zones spéciales de conservation (ZSC) et de zones de protection spéciale (ZPS).
Un site Natura 2000 a été défini sur la commune au titre  de la directive oiseaux :, effectuant la transition entre la plaine languedocienne et les premiers contreforts de la montagne Noire et du Larzac. Outre l'aigle de Bonelli, trois autres espèces d'oiseaux ont également été prises en compte dans la délimitation de la ZPS, l'Outarde canepetière, le Blongios nain et le Busard cendré, d'une superficie de 12 794 ha, effectuant la transition entre la plaine languedocienne et les premiers contreforts de la montagne Noire et du Larzac. Outre l'aigle de Bonelli, trois autres espèces d'oiseaux ont également été prises en compte dans la délimitation de la ZPS, l'Outarde canepetière, le Blongios nain et le Busard cendré.

#### Zones naturelles d'intérêt écologique, faunistique et floristique
L’inventaire des zones naturelles d'intérêt écologique, faunistique et floristique (ZNIEFF) a pour objectif de réaliser une couverture des zones les plus intéressantes sur le plan écologique, essentiellement dans la perspective d’améliorer la connaissance du patrimoine naturel national et de fournir aux différents décideurs un outil d’aide à la prise en compte de l’environnement dans l’aménagement du territoire.
Une ZNIEFF de type 1 est recensée sur la commune :
les « vallons de la rive gauche du lac des Olivettes » (197 ha), couvrant 3 communes du département et une ZNIEFF de type 2, : 
le « massif de Mourèze et la plaine agricole et garrigues de Péret » (8 126 ha), couvrant 13 communes du département.

Carte des ZNIEFF de type 1 et 2 à Cabrières.
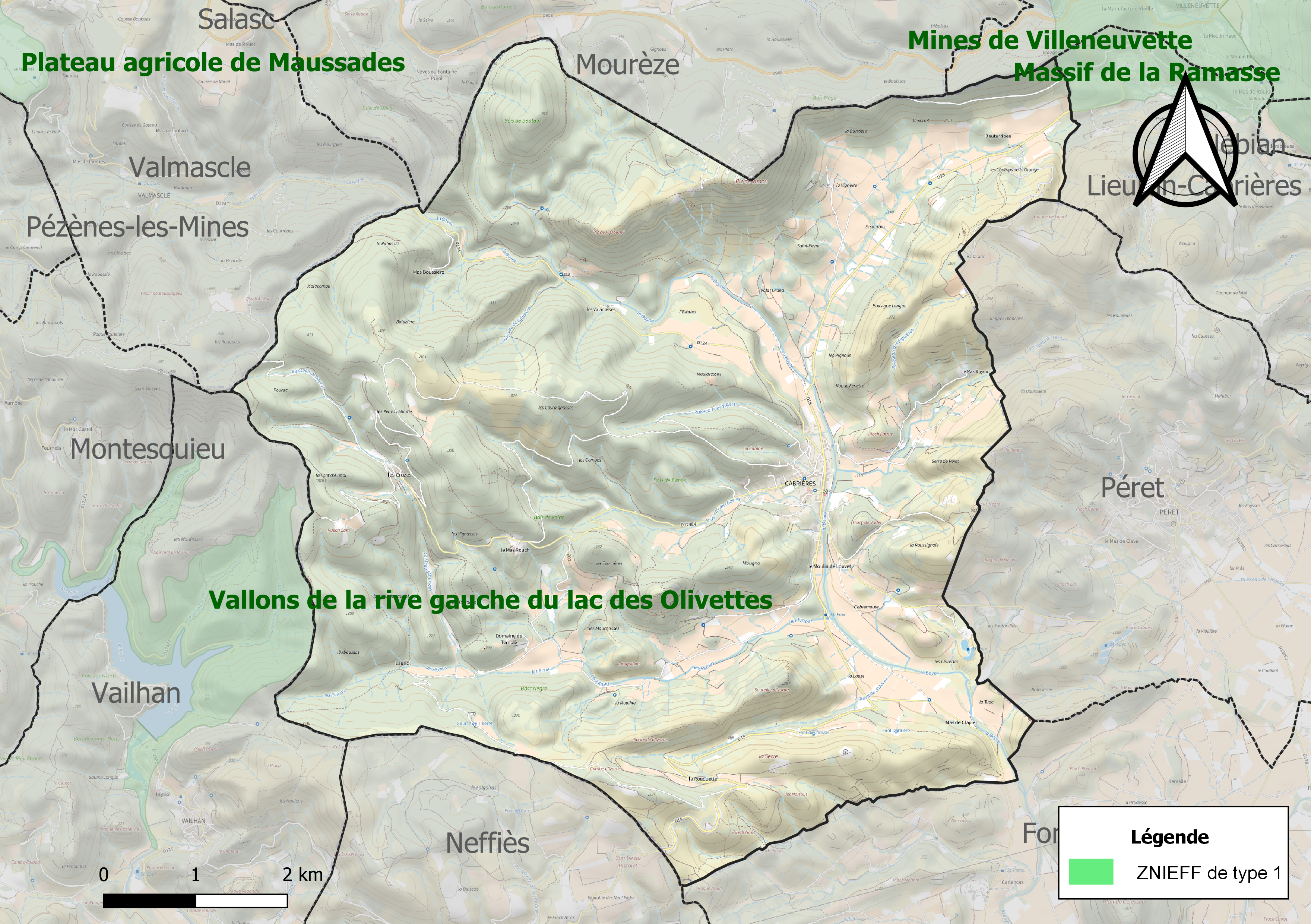
Carte de la ZNIEFF de type 1 sur la commune.
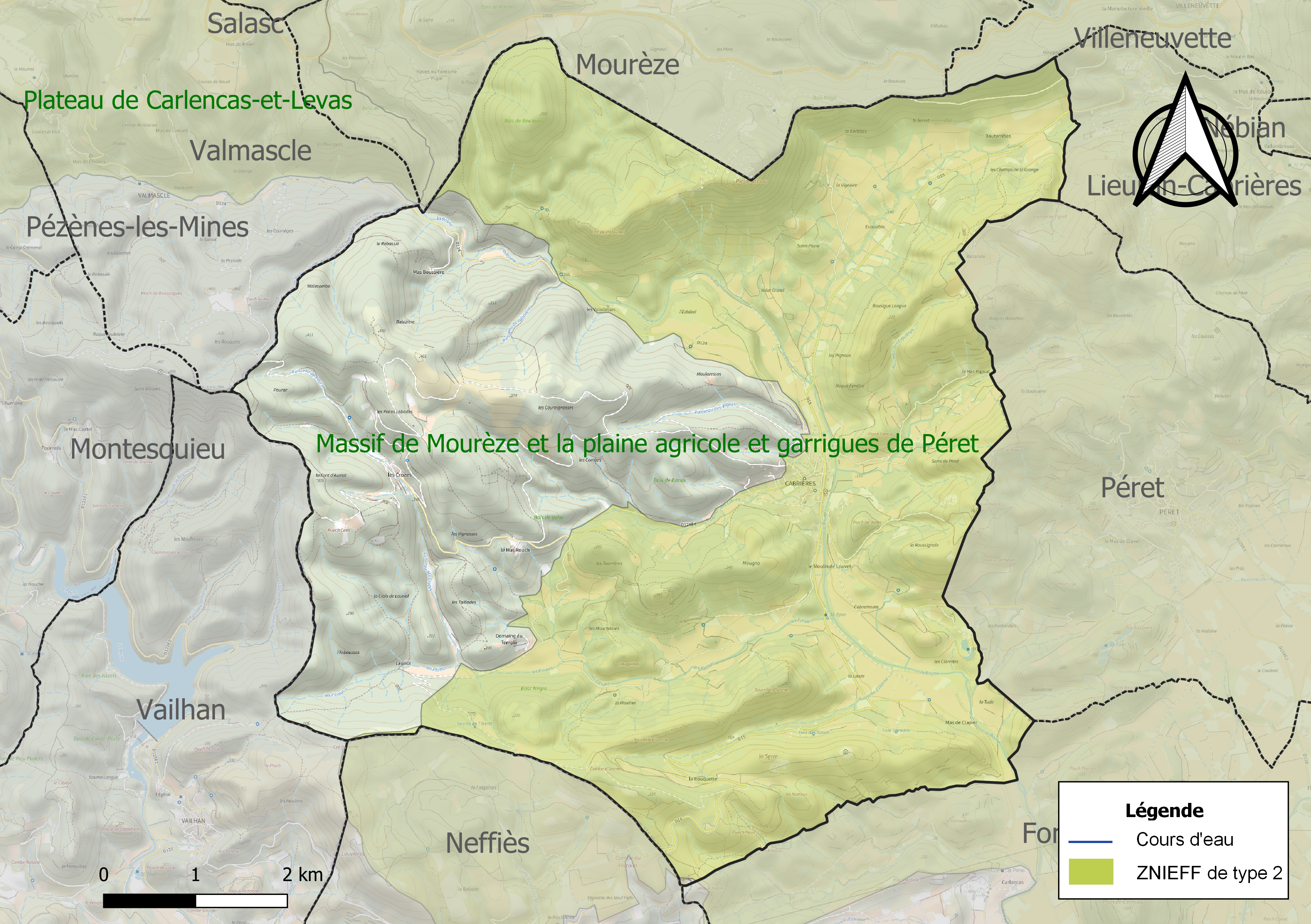
Carte de la ZNIEFF de type 2 sur la commune.

## Urbanisme

### Typologie
Au 1er janvier 2024, Cabrières est catégorisée commune rurale à habitat dispersé, selon la nouvelle grille communale de densité à sept niveaux définie par l'Insee en 2022.
Elle est située hors unité urbaine et hors attraction des villes,.

### Occupation des sols
L'occupation des sols de la commune, telle qu'elle ressort de la base de données européenne d’occupation biophysique des sols Corine Land Cover (CLC), est marquée par l'importance des forêts et milieux semi-naturels (81,7 % en 2018), en diminution par rapport à 1990 (84,5 %). La répartition détaillée en 2018 est la suivante : 
forêts (41,1 %), milieux à végétation arbustive et/ou herbacée (40,5 %), cultures permanentes (15,3 %), zones agricoles hétérogènes (1,8 %), zones urbanisées (1,2 %). L'évolution de l’occupation des sols de la commune et de ses infrastructures peut être observée sur les différentes représentations cartographiques du territoire : la carte de Cassini (XVIIIe siècle), la carte d'état-major (1820-1866) et les cartes ou photos aériennes de l'IGN pour la période actuelle (1950 à aujourd'hui).

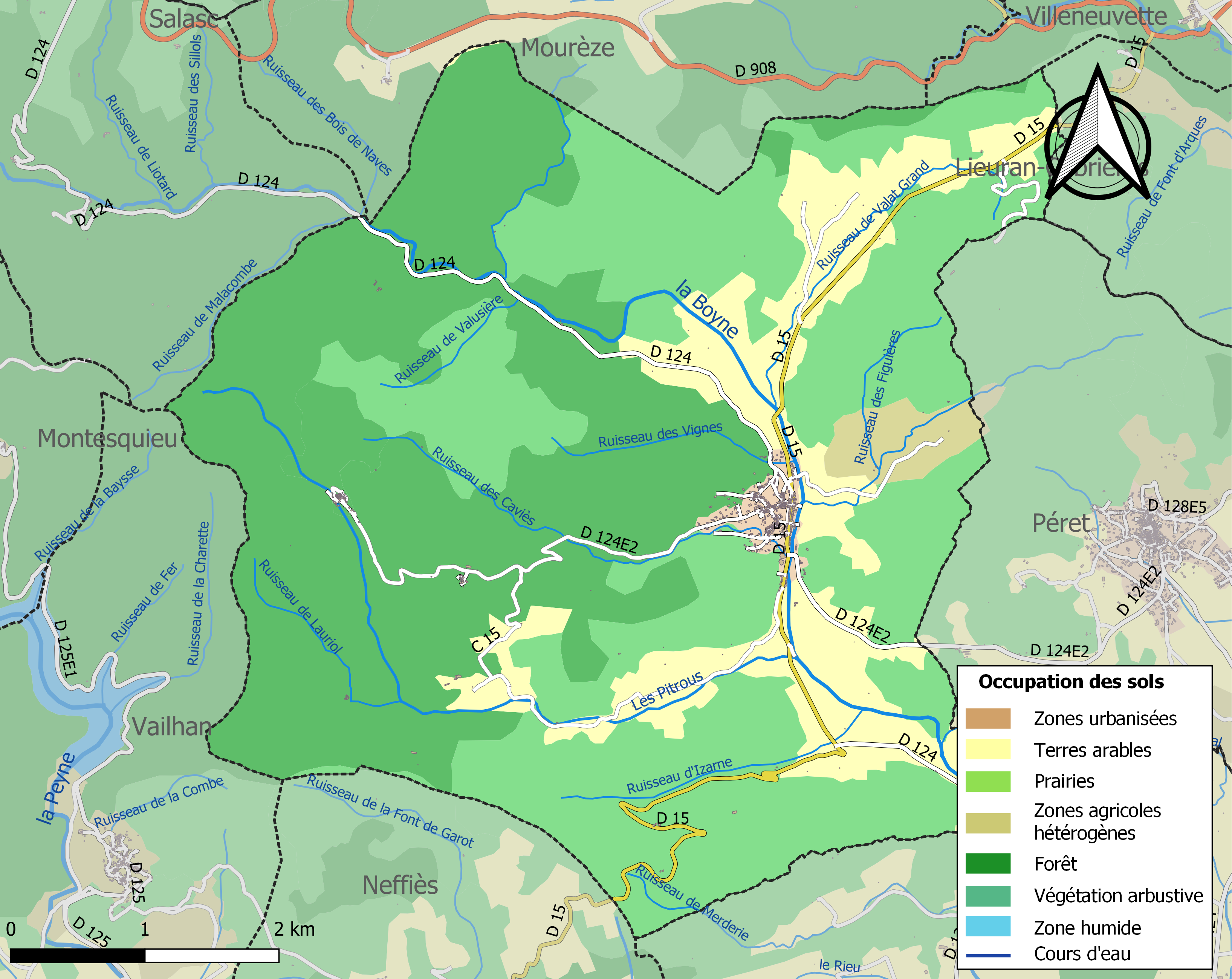
Carte des infrastructures et de l'occupation des sols de la commune en 2018 (CLC).

### Risques majeurs
Certaines parties du territoire communal sont susceptibles d’être affectées par le risque d’inondation par débordement de cours d'eau, notamment la Boyne. La commune a été reconnue en état de catastrophe naturelle au titre des dommages causés par les inondations et coulées de boue survenues en 1982, 1986 et 2019,.
Cabrières est exposée au risque de feu de forêt. Un plan départemental de protection des forêts contre les incendies (PDPFCI) a été approuvé en juin 2013 et court jusqu'en 2022, où il doit être renouvelé. Les mesures individuelles de prévention contre les incendies sont précisées par deux arrêtés préfectoraux et s’appliquent dans les zones exposées aux incendies de forêt et à moins de 200 mètres de celles-ci. L’arrêté du 25 avril 2002 réglemente l'emploi du feu en interdisant notamment d’apporter du feu, de fumer et de jeter des mégots de cigarette dans les espaces sensibles et sur les voies qui les traversent sous peine de sanctions. L'arrêté du 11 mars 2013 rend le débroussaillement obligatoire, incombant au propriétaire ou ayant droit,.

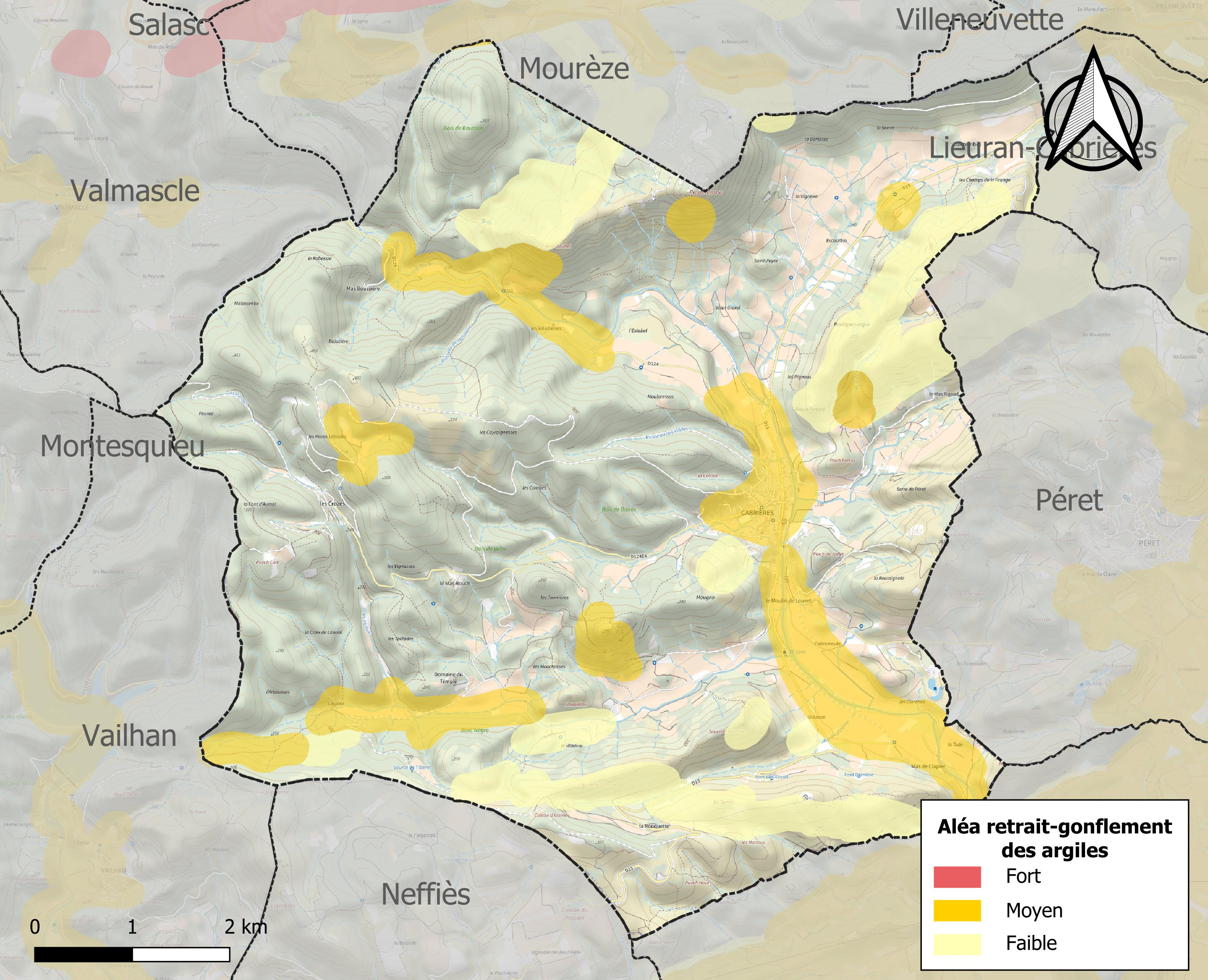
Carte des zones d'aléa retrait-gonflement des sols argileux de Cabrières.

Le retrait-gonflement des sols argileux est susceptible d'engendrer des dommages importants aux bâtiments en cas d’alternance de périodes de sécheresse et de pluie. 13,8 % de la superficie communale est en aléa moyen ou fort (59,3 % au niveau départemental et 48,5 % au niveau national). Sur les 322 bâtiments dénombrés sur la commune en 2019, 263 sont en aléa moyen ou fort, soit 82 %, à comparer aux 85 % au niveau départemental et 54 % au niveau national. Une cartographie de l'exposition du territoire national au retrait gonflement des sols argileux est disponible sur le site du BRGM,.
Par ailleurs, afin de mieux appréhender le risque d’affaissement de terrain, l'inventaire national des cavités souterraines permet de localiser celles situées sur la commune.

#### Risque particulier
L’étude Scanning de Géodéris réalisée en 2008 a établi pour le département de l’Hérault une identification rapide des zones de risques miniers liés à l’instabilité des terrains.  Elle a été complétée en 2015 par une étude approfondie sur les anciennes exploitations minières du bassin houiller de Graissessac et du district polymétallique de Villecelle. La commune est ainsi concernée par le risque minier, principalement lié à l’évolution des cavités souterraines laissées à l’abandon et sans entretien après l’exploitation des mines.
Dans plusieurs parties du territoire national, le radon, accumulé dans certains logements ou autres locaux, peut constituer une source significative d’exposition de la population aux rayonnements ionisants. Certaines communes du département sont concernées par le risque radon à un niveau plus ou moins élevé. Selon la classification de 2018, la commune de Cabrières est classée en zone 3, à savoir zone à potentiel radon significatif.

## Toponymie
Le nom de Cabrières rappelle l'importance de l'élevage des chèvres depuis les temps anciens. L'Histoire générale du Languedoc mentionne en 870 : in suburbis Caprariense. On mentionne la vicaria Caprariense en 971 dans le Livre noir de Béziers, en 990 dans l'Histoire générale du Languedoc. Le cartulaire de Gellone cite en 1077-1099 : apud Cabreriam, en 1108 : Raimondus de castro Cabreria, en 1152 : ad Cabreriam. La Revue des langues romanes de 1870 cite lo castel de Cabrieyra pour l'année 1380. Le Rôle des décimes du diocèse de Béziers cite le prieur de Cabrieres en 1571.

## Histoire

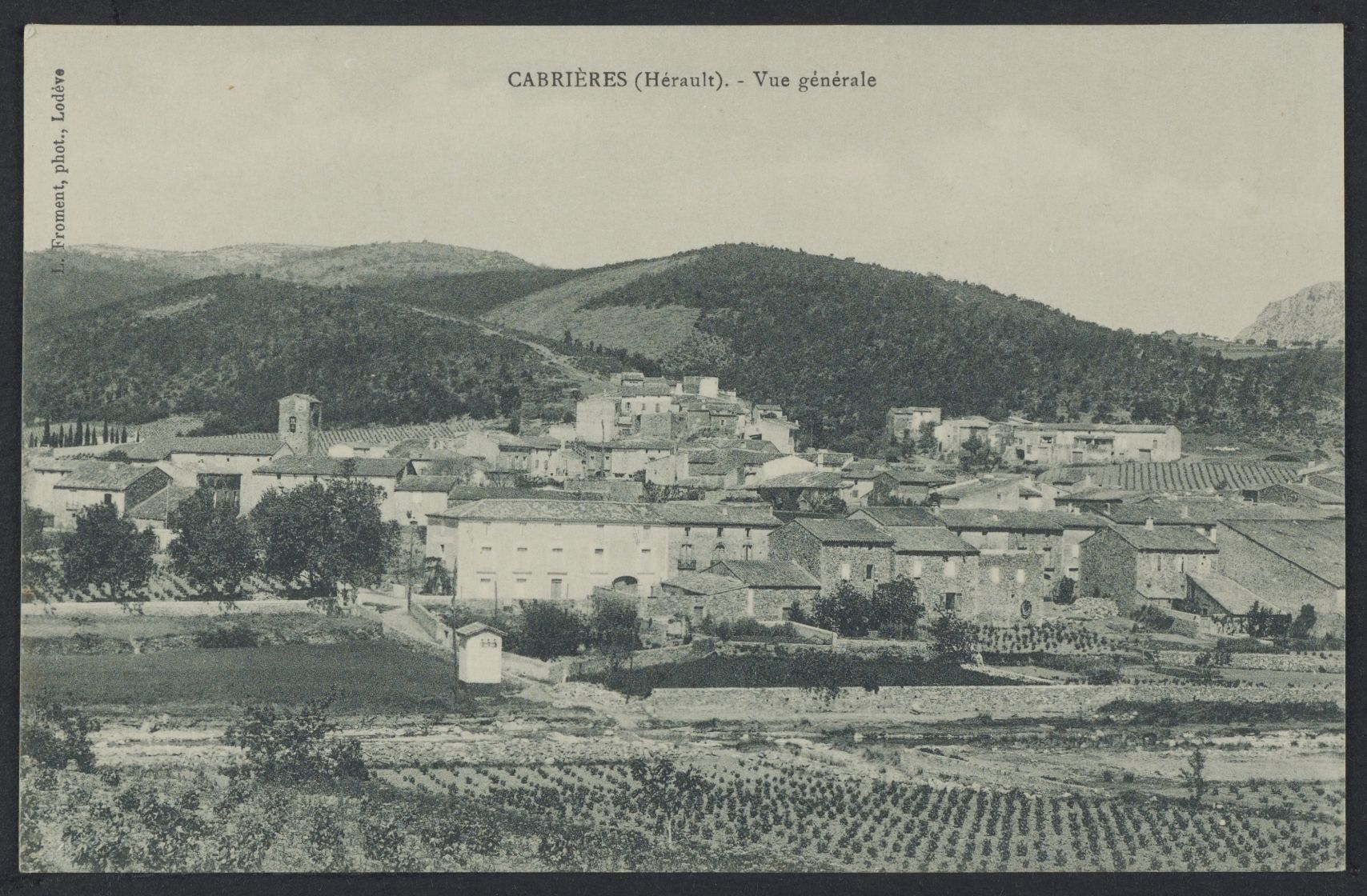
Cabrières - Vue générale, 1re moitié du XXe siècle.

Les mines de cuivre étaient exploitées durant l'âge du Bronze et l'Antiquité. Des traces de cette exploitation subsistent encore. Le château de Cabrières est cité dans l'Histoire des Francs de Grégoire de Tours.
Grégoire de Tours dans ses Histoires raconte un épisode de l'histoire de la ville :
« 
Thibert, poursuivant sa route jusqu’à la ville de Béziers, prit le château de Dion xxxiii (Diou), et en enleva du butin. Il envoya ensuite vers un autre château, nommé Cabrières, des messagers chargés de dire de sa part que, si on ne se soumettait pas, il brûlerait le château et emmènerait les habitants en captivité.

Il se trouvait en ce lieu une matrone, nommée Deutérie (Deuthéria), dont le mari était venu habiter auprès de Béziers. Elle envoya au roi des messagers qui lui dirent : Personne, ô très pieux seigneur ! ne peut te résister, nous te reconnaissons pour notre maître ; viens, et qu’il en soit fait ainsi qu’il te paraîtra agréable. Thibert vint au château, et y fut reçu pacifiquement, et voyant que les gens se soumettaient à lui, il ne fit aucun mal. Deutérie vint à sa rencontre, et la voyant belle, épris d’amour pour elle, il la fit entrer dans son lit. »
« 
Deutérie voyant sa fille devenue adulte, et craignant qu’elle n’excitât les désirs du roi, et qu’il ne la prit pour lui, la mit dans un chariot attelé de bœufs indomptés, qui la précipitèrent du haut d’un pont, en sorte qu’elle périt dans un fleuve (probablement la Meuse). Cela se passa près de la ville de Verdun.

Il y avait déjà sept ans que Thibert avait été fiancé à Wisigarde, et à cause de Deutérie il n’avait pas voulu la prendre pour femme ; mais les Francs le blâmaient unanimement de ce qu’il avait abandonné son épouse. Alors irrité de cette action, il quitta Deutérie dont il avait un fils enfant, nommé Thibaut, et épousa Wisigarde. Il ne la conserva pas longtemps, elle mourut, et il en épousa une autre, mais ne reprit jamais Deutérie »
— Grégoire de Tours, Traduction de François Guizot
Le vieux village était alors bâti au pied de ce château. Pendant la Guerre de Cent Ans, les routiers installés dans le château, pillèrent et rançonnèrent les vallées de l'Hérault et de la Lergue (région de Lodève) par où passait la route vers le Rouergue. Les communautés de la vallée de l'Hérault achetèrent le départ de ces routiers au prix d'une forte indemnité.
Au cours des XIe et XIIe siècles, le château est occupé par une famille issue du puissant lignage franc des Guillelmides, descendant du duc de Guilhem, parent de Charlemagne et fondateur du monastère de Gellone (Saint-Guilhem-le-Désert). Au pied des falaises, un nouveau village s'était développé.
Avec la croisade des Albigeois, la famille de Cabrières est dépossédée de ses biens. Le château reconstruit abrite une garnison royale en 1260. Lors de la guerre de Cent Ans, le site, véritable place forte, objet de convoitise à proximité des foires de Pézenas et de Montagnac, est soumis aux assauts de nombreux brigands.
À partir de la seconde moitié du XIVe siècle, le village se vide peu à peu. À la fin du XVe siècle, le calme revenu, une nouvelle communauté s'installe et construit de nouvelles habitations. D'après les mobiliers découverts, l'analyse des graines, des os et des charbons de bois, l'élevage, la fabrication de produits qui en dérivent (laine, lait et fromage), le transport par mulets en sont les activités principales. Les troubles engendrés par les guerres de religion mettent un terme à l'histoire de l'ancien Cabrières. Le village abandonné et le château démantelé, les populations s'établissent désormais au bord de la Boyne, sur le site actuel du village.
En 1790 Cabrières faisait partie du district de Béziers et du canton de Fontès. En 1801, elle a appartenu au canton de Montagnac. En 2014, la commune a été rattachée au canton de Mèze.
Jusqu'en 2016, Cabrières était rattaché à l'arrondissement de Béziers. Depuis le 1er janvier 2017, la commune est rattachée à l'arrondissement de Lodève.

## Politique et administration

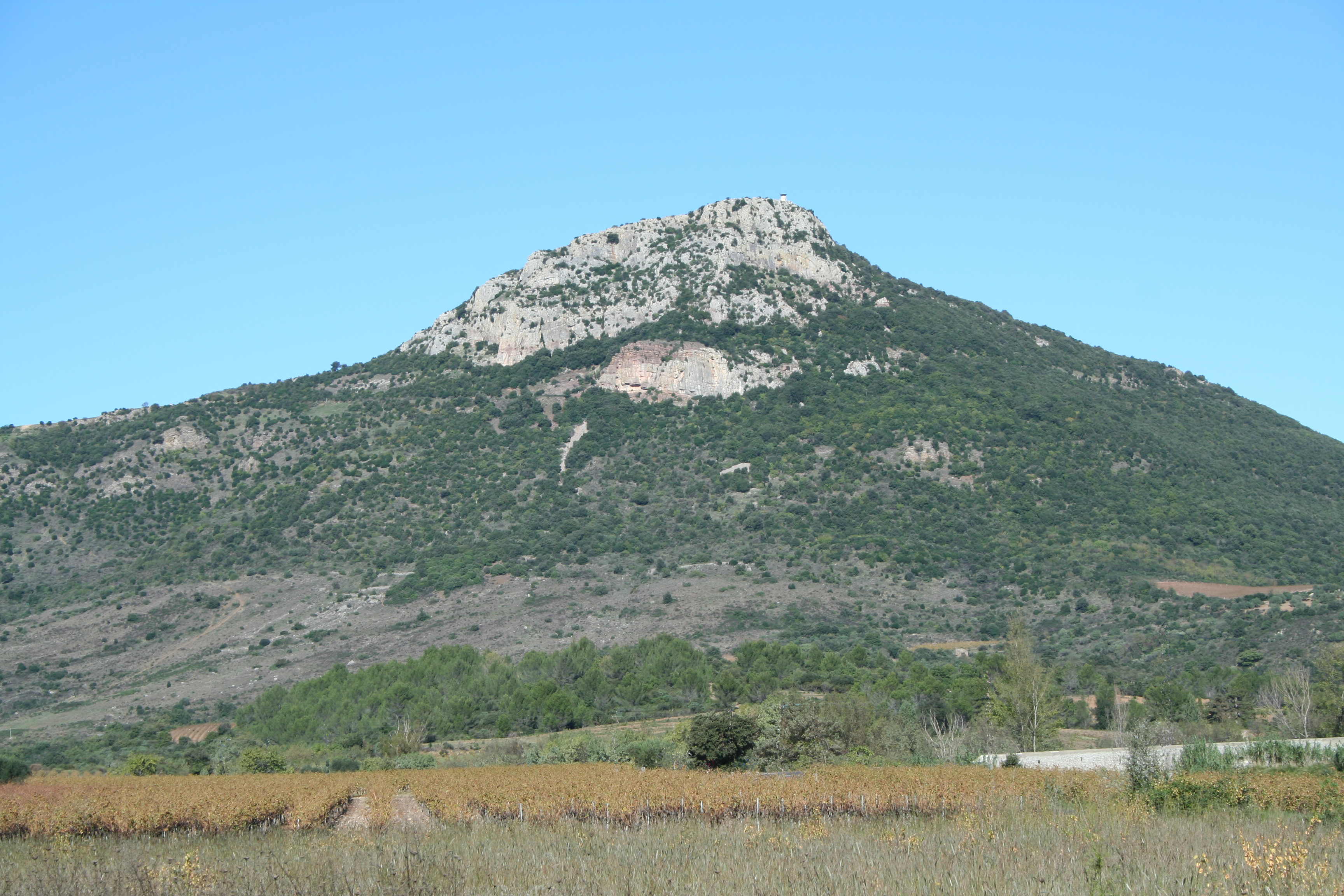
Pic de Vissou

| Période   | Période   | Identité               | Étiquette                                                                          | Qualité                                            |
| --------- | --------- | ---------------------- | ---------------------------------------------------------------------------------- | -------------------------------------------------- |
| 1790      | 1795      | Pierre Vailhé          |                                                                                    |                                                    |
| 1795      | 1797      | Bernard Reboul         |                                                                                    |                                                    |
| 1797      | 1798      | Antoine Vailhé         |                                                                                    |                                                    |
| 1798      | 1803      | Jean Dauterribes       |                                                                                    |                                                    |
| 1803      | 1816      | Joseph Beilhol         |                                                                                    |                                                    |
| 1816      | 1819      | Jean-Baptiste Peilhier |                                                                                    |                                                    |
| 1819      | 1830      | Joseph Gouzin          |                                                                                    |                                                    |
| 1830      | 1838      | Joseph Beilhol         |                                                                                    |                                                    |
| 1838      | 1844      | Laurens Vailhé         |                                                                                    |                                                    |
| 1844      | 1848      | François Beilhol       |                                                                                    |                                                    |
| 1848      | 1870      | Laurens Vailhé         |                                                                                    |                                                    |
| 1870      | 1871      | Gustave Saudadier      |                                                                                    | Président de la commission municipale              |
| 1871      | 1876      | Laurens Vailhé         |                                                                                    |                                                    |
| 1876      | 1877      | Gustave Saudadier      |                                                                                    |                                                    |
| 1877      | 1878      | Amédée Vailhé          |                                                                                    |                                                    |
| 1878      | 1881      | Gustave Saudadier      |                                                                                    |                                                    |
| 1881      | mars 1884 | Théophile Debru        |                                                                                    |                                                    |
| mars 1884 | mars 1888 | Gustave Saudadier      |                                                                                    |                                                    |
| mars 1888 | mars 1892 | Paul Vallat            |                                                                                    |                                                    |
| mars 1892 | mars 1898 | Jean Vailhé            |                                                                                    |                                                    |
| mars 1898 | mars 1904 | Albert Reboul          |                                                                                    |                                                    |
| mars 1904 | mars 1914 | Gustave Saudadier      |                                                                                    |                                                    |
| mars 1920 | mars 1925 | Florent Pauzes         |                                                                                    |                                                    |
| mars 1925 | mars 1939 | Gustave Saudadier      | RADICAL SOC. Conseillé d’arrondissement                                            | Viticulteur                                        |
| mars 1945 | mars 1947 | Clovis Dejean          |                                                                                    |                                                    |
| mars 1947 | mars 1964 | Pierre Gouzin          | SFIO                                                                               | Viticulteur. Ancien résistant, décédé en fonctions |
| mars 1964 | mars 1975 | Fernand Combes         | SFIO                                                                               | Viticulteur                                        |
| mars 1975 | mars 2014 | Francis Gairaud        | DVG, vice président communauté des communes du clermontais                         | Viticulteur                                        |
| mars 2014 | mai 2020  | Jacques Guelton        | SE                                                                                 | Ancien chef d’entreprise                           |
| mai 2020  | En cours  | Myriam Gairaud         | DVG, conseillère régionale, vice présidente communauté des communes du clermontais | Viticultrice.                                      |

## Démographie
L'évolution du nombre d'habitants est connue à travers les recensements de la population effectués dans la commune depuis 1793. Pour les communes de moins de 10 000 habitants, une enquête de recensement portant sur toute la population est réalisée tous les cinq ans, les populations de référence des années intermédiaires étant quant à elles estimées par interpolation ou extrapolation. Pour la commune, le premier recensement exhaustif entrant dans le cadre du nouveau dispositif a été réalisé en 2005.

En 2022, la commune comptait 556 habitants, en évolution de +16,08 % par rapport à 2016 (Hérault : +7,49 %, France hors Mayotte : +2,11 %).
| 1793 | 1800 | 1806 | 1821 | 1831 | 1836 | 1841 | 1846 | 1851 |
| ---- | ---- | ---- | ---- | ---- | ---- | ---- | ---- | ---- |
| 453  | 449  | 525  | 508  | 536  | 600  | 628  | 614  | 653  |

| 1856 | 1861 | 1866 | 1872 | 1876 | 1881 | 1886 | 1891 | 1896 |
| ---- | ---- | ---- | ---- | ---- | ---- | ---- | ---- | ---- |
| 691  | 731  | 712  | 709  | 704  | 629  | 612  | 548  | 553  |

| 1901 | 1906 | 1911 | 1921 | 1926 | 1931 | 1936 | 1946 | 1954 |
| ---- | ---- | ---- | ---- | ---- | ---- | ---- | ---- | ---- |
| 570  | 552  | 566  | 560  | 545  | 570  | 542  | 514  | 521  |

| 1962 | 1968 | 1975 | 1982 | 1990 | 1999 | 2005 | 2006 | 2010 |
| ---- | ---- | ---- | ---- | ---- | ---- | ---- | ---- | ---- |
| 461  | 415  | 364  | 330  | 307  | 338  | 413  | 429  | 478  |

| 2015 | 2020 | 2022 | - | - | - | - | - | - |
| ---- | ---- | ---- | - | - | - | - | - | - |
| 483  | 549  | 556  | - | - | - | - | - | - |

## Économie

### Revenus
En 2018, la commune compte 243 ménages fiscaux, regroupant 538 personnes. La médiane du revenu disponible par unité de consommation est de 19 710 € (20 330 € dans le département).

### Emploi
|                | 2008   | 2013   | 2018   |
| -------------- | ------ | ------ | ------ |
| Commune        | 8,1 %  | 14,5 % | 12,4 % |
| Département    | 10,1 % | 11,9 % | 12 %   |
| France entière | 8,3 %  | 10 %   | 10 %   |

En 2018, la population âgée de 15 à 64 ans s'élève à 310 personnes, parmi lesquelles on compte 78,2 % d'actifs (65,9 % ayant un emploi et 12,4 % de chômeurs) et 21,8 % d'inactifs,. En  2018, le taux de chômage communal (au sens du recensement) des 15-64 ans est supérieur à celui du département et de la France, alors qu'en 2008 la situation était inverse.
La commune est hors attraction des villes,. Elle compte 76 emplois en 2018, contre 87 en 2013 et 78 en 2008. Le nombre d'actifs ayant un emploi résidant dans la commune est de 207, soit un indicateur de concentration d'emploi de 36,7 % et un taux d'activité parmi les 15 ans ou plus de 57,2 %.
Sur ces 207 actifs de 15 ans ou plus ayant un emploi, 52 travaillent dans la commune, soit 25 % des habitants. Pour se rendre au travail, 90,3 % des habitants utilisent un véhicule personnel ou de fonction à quatre roues, 3,5 % les transports en commun, 3,9 % s'y rendent en deux-roues, à vélo ou à pied et 2,2 % n'ont pas besoin de transport (travail au domicile).

### Activités hors agriculture

#### Secteurs d'activités
53 établissements sont implantés  à Cabrières au 31 décembre 2019. Le tableau ci-dessous en détaille le nombre par secteur d'activité et compare les ratios avec ceux du département,.
| Secteur d'activité                                                                                        | Commune | Commune | Département |
| Secteur d'activité                                                                                        | Nombre  | %       | %           |
| --- | ------- | ------- | ----------- |
| Ensemble                                                                                                  | 53      |         |             |
| Industrie manufacturière, industries extractives et autres                                                | 2       | 3,8 %   | (6,7 %)     |
| Construction                                                                                              | 11      | 20,8 %  | (14,1 %)    |
| Commerce de gros et de détail, transports, hébergement et restauration                                    | 13      | 24,5 %  | (28 %)      |
| Activités financières et d'assurance                                                                      | 1       | 1,9 %   | (3,2 %)     |
| Activités immobilières                                                                                    | 6       | 11,3 %  | (5,3 %)     |
| Activités spécialisées, scientifiques et techniques et activités de services administratifs et de soutien | 11      | 20,8 %  | (17,1 %)    |
| Administration publique, enseignement, santé humaine et action sociale                                    | 4       | 7,5 %   | (14,2 %)    |
| Autres activités de services                                                                              | 5       | 9,4 %   | (8,1 %)     |

Le secteur du commerce de gros et de détail, des transports, de l'hébergement et de la restauration est prépondérant sur la commune puisqu'il représente 24,5 % du nombre total d'établissements de la commune (13 sur les 53 entreprises implantées  à Cabrières), contre 28 % au niveau départemental.

#### Entreprises et commerces
L'entreprise ayant son siège social sur le territoire communal qui génère le plus de chiffre d'affaires en 2020 est : 
- Sunny Habitat Energie, travaux d'installation d'eau et de gaz en tous locaux (155 k€)

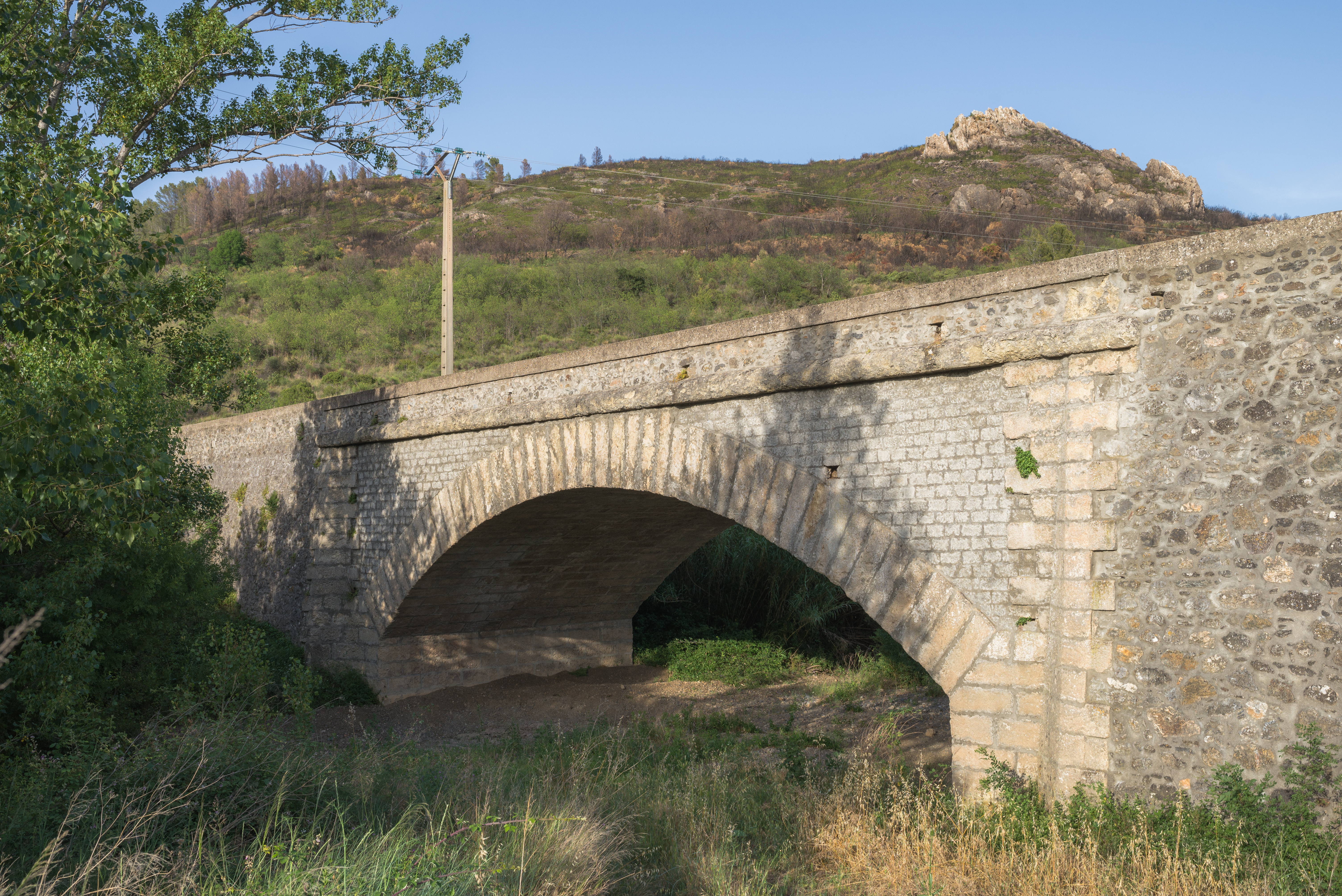
Le pont de la D 15 au-dessus de la rivière La Boyne.

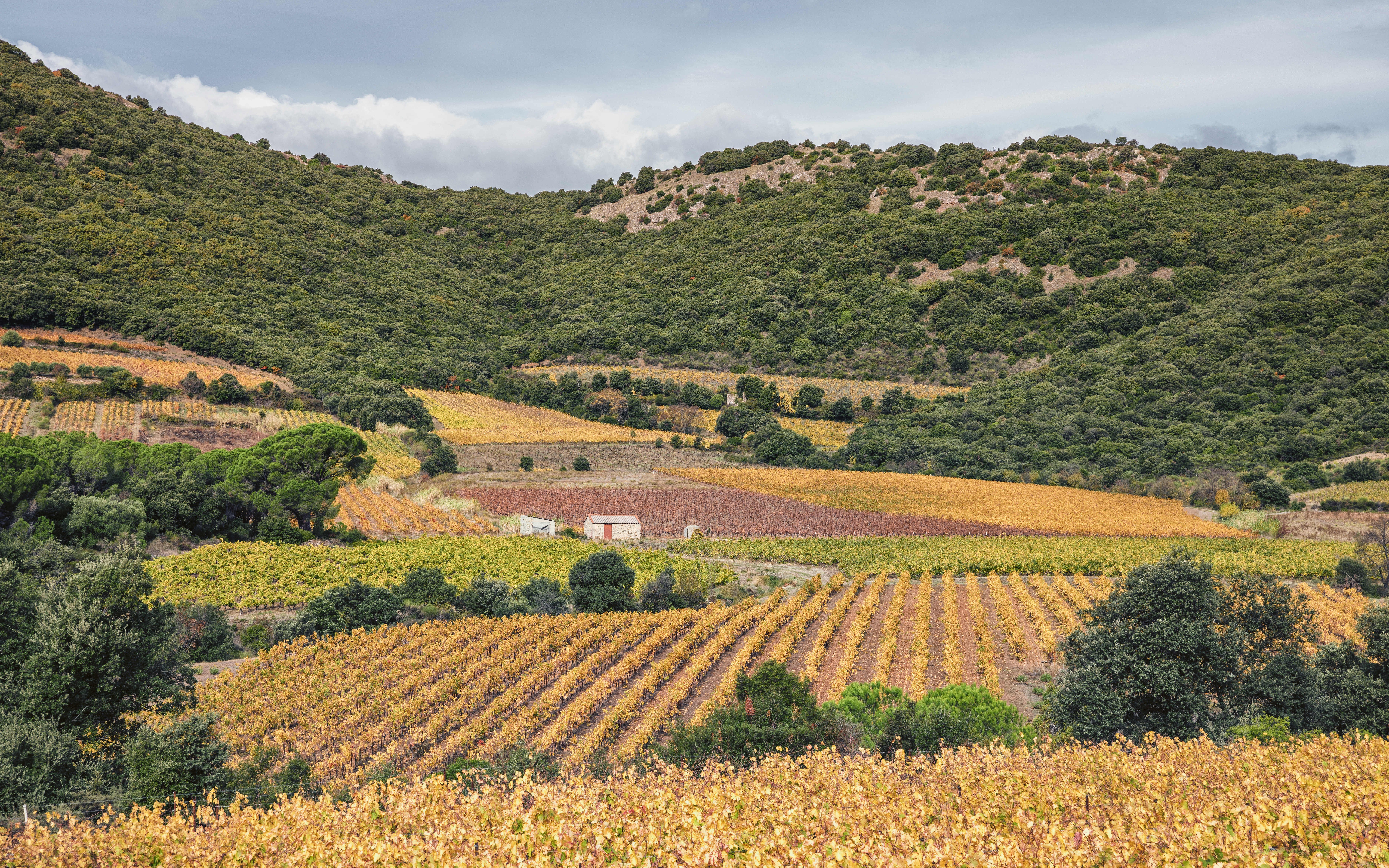
Des vignes (AOC Languedoc-Cabrières) en automne au pied du Pic de Vissou. Commune de Cabrières.

Cabrières est essentiellement une région viticole. La production a obtenu le classement AOC Coteaux du Languedoc. C'est la plus petite appellation du Languedoc Roussillon.
Les cépages sont :
- blancs : bourboulenc, Roussanne, Marsanne, clairette, terret ;
- rose : grenache (10 % au maximum en cépage complémentaire) ou cinsaut (45 % au minimum pour les vins rosés et 40 % au maximum pour les rouges) ;
- rouges : carignan (40 % au maximum avec présence obligatoire de deux autres cépages (dans ce cas, ensemble ou séparément 20 % au minimum) ou le grenache, mourvèdre et syrah (20 % au minimum, chacun ou séparément).

L'ensemble des cépages grenache, mourvèdre et syrah doit représenter un minimum de 50 %.
La plus grande partie de la production est issue de la cave coopérative les vignerons de l'Estabel, qui met en bouteille sa production depuis 1948. Le Domaine du Temple, le Château des deux Rocs, le Clos Romain, le Mas de Valbrune et le Mas Coris, complètent la production qui ne dépasse pas les 20 000 hl.

### Agriculture
La commune est sur des coteaux du centre du département de l'Hérault En 2020, l'orientation technico-économique de l'agriculture  sur la commune est la viticulture.
|               | 1988 | 2000 | 2010 | 2020 |
| ------------- | ---- | ---- | ---- | ---- |
| Exploitations | 70   | 57   | 35   | 30   |
| SAU (ha)      | 397  | 450  | 419  | 314  |

Le nombre d'exploitations agricoles en activité et ayant leur siège dans la commune est passé de 70 lors du recensement agricole de 1988  à 57 en 2000 puis à 35 en 2010 et enfin à 30 en 2020, soit une baisse de 57 % en 32 ans. Le même mouvement est observé à l'échelle du département qui a perdu pendant cette période 67 % de ses exploitations,. La surface agricole utilisée sur la commune a également diminué, passant de 397 ha en 1988 à 314 ha en 2020. Parallèlement la surface agricole utilisée moyenne par exploitation a augmenté, passant de 6 à 10 ha.

## Culture locale et patrimoine

### Lieux et monuments

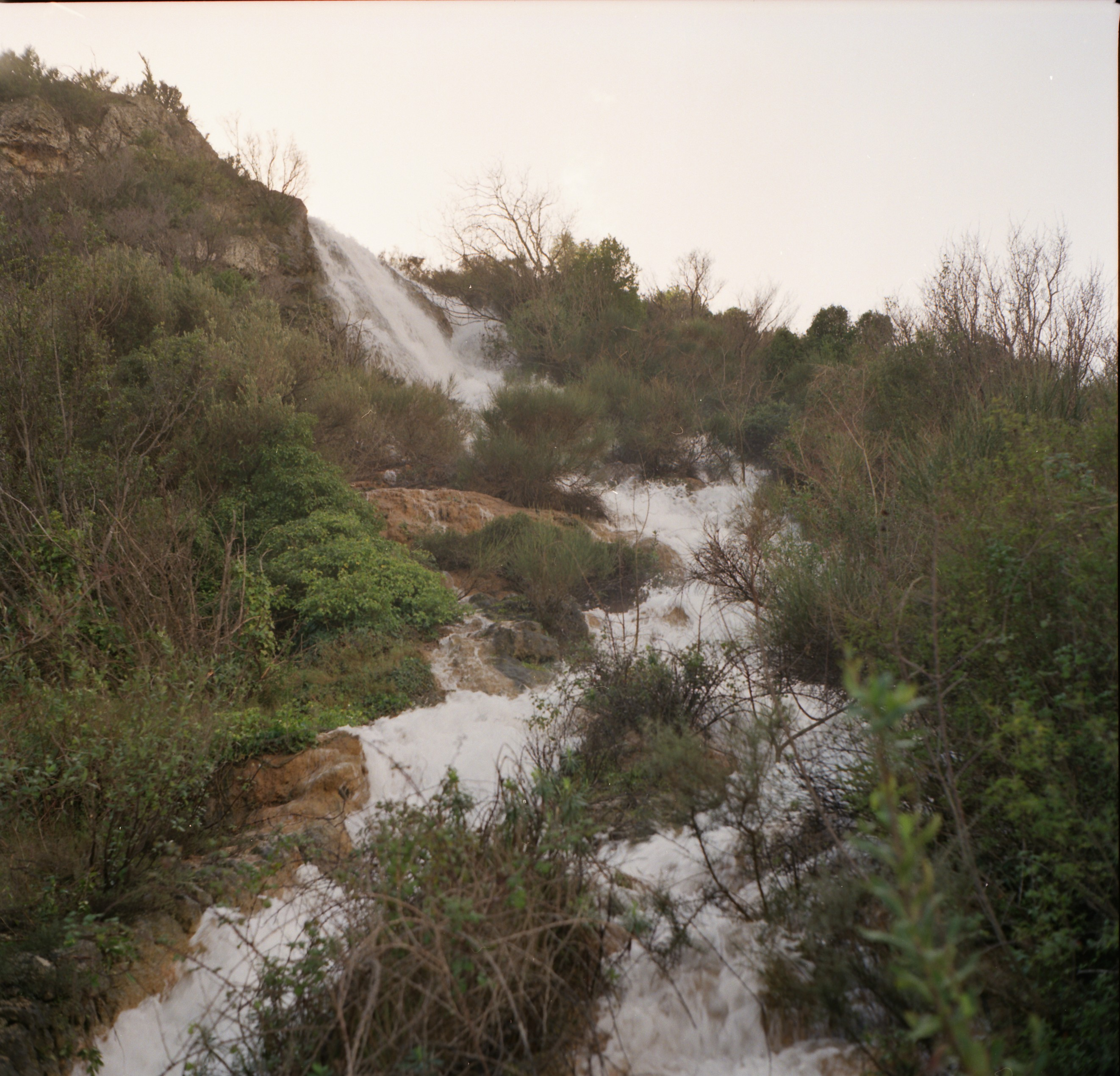
Source de l'Estabel en 1996. Depuis la source n'a plus coulé.

- Site fossilifère. Découvert en 2018 par un couple d'amateurs et étudié en 2023 par une équipe internationale, le site fossilifère de Cabrières a livré plus de 400 fossiles datant de 470 millions d’années. Il témoigne de l'environnement le plus proche du pôle Sud à cette époque jamais observé, et se classe ainsi parmi les gisements les plus riches et les plus diversifiés au monde pour la période ordovicienne. Il se distingue par un niveau de préservation exceptionnel qui a permis la découverte extrêmement rare d'organismes à corps mous. En particulier, la découverte d'un large éventail d'algues et d’éponges contribue à une meilleure compréhension de leur rôle pivot dans l'écosystème de l'époque[39],[40],[41].
- Mine de cuivre de Pioch Farrus (5 000 ans), aménagée pour la visite. C'est la plus ancienne mine de cuivre visitable en France. L'étude du secteur minier de Cabrières revêt un caractère déterminant pour comprendre l'histoire de la métallurgie en France. Les plus anciennes mines de cuivre de notre pays y ont été découvertes. Plus d'une dizaine de points d'extraction de minerai de cuivre datant du Chalcolithique et du Bronze ancien ont été recensés. La mine de Pioch Farrus découverte en 1983 est exceptionnelle à bien des égards de par son parfait état de conservation qui permet de préciser les techniques d'extractions et les procédés utilisés par les métallurgistes du cuivre. Cette mine de Pioch Farrus, datée du Néolithique final vers le milieu du IIIe millénaire av. J.-C. avant notre ère, est donc plus vieille encore. L'autre intérêt est lié au parfait état de conservation des travaux d'extractions gallo-romains datés du Ier siècle avant notre ère et du Ier siècle après notre ère.
- Source de l'Estabel. L'Estabel est une source minérale intermittente ponctuée par une magnifique cascade ne coulant que très exceptionnellement. Son débit peut atteindre en quelques jours 1 m3/s. Ses différentes sorties sont suivies de périodes de tarissement qui peuvent s'étendre sur plusieurs dizaines d'années. La température de cette source (+ de 22°) présente un chimisme très particulier, qui entraîne un dépôt des carbonates en excès. Ces dépôts de tuf calcaire en particulier peuvent atteindre plus de 10 cm d'épaisseur lors de certaines crues. La dernière sortie date de 1997.
- Église romane Saint-Martin des Crozes du XIe siècle qui est classée monument historique. La première mention de l'église des Crozes remonte à l'an 990, cession que fit le vicomte de Béziers à l'abbaye de Saint-Thibéry mais la construction n'a été achevée qu'au XIIe siècle. Les voûtains et arcs de l'abside témoignent d'une réfection aux XIIIe et XIVe siècles. L'édifice a été classé au titre des monuments historiques en 1980[42].
- Église de l'Invention-de-Saint-Étienne de Cabrières.

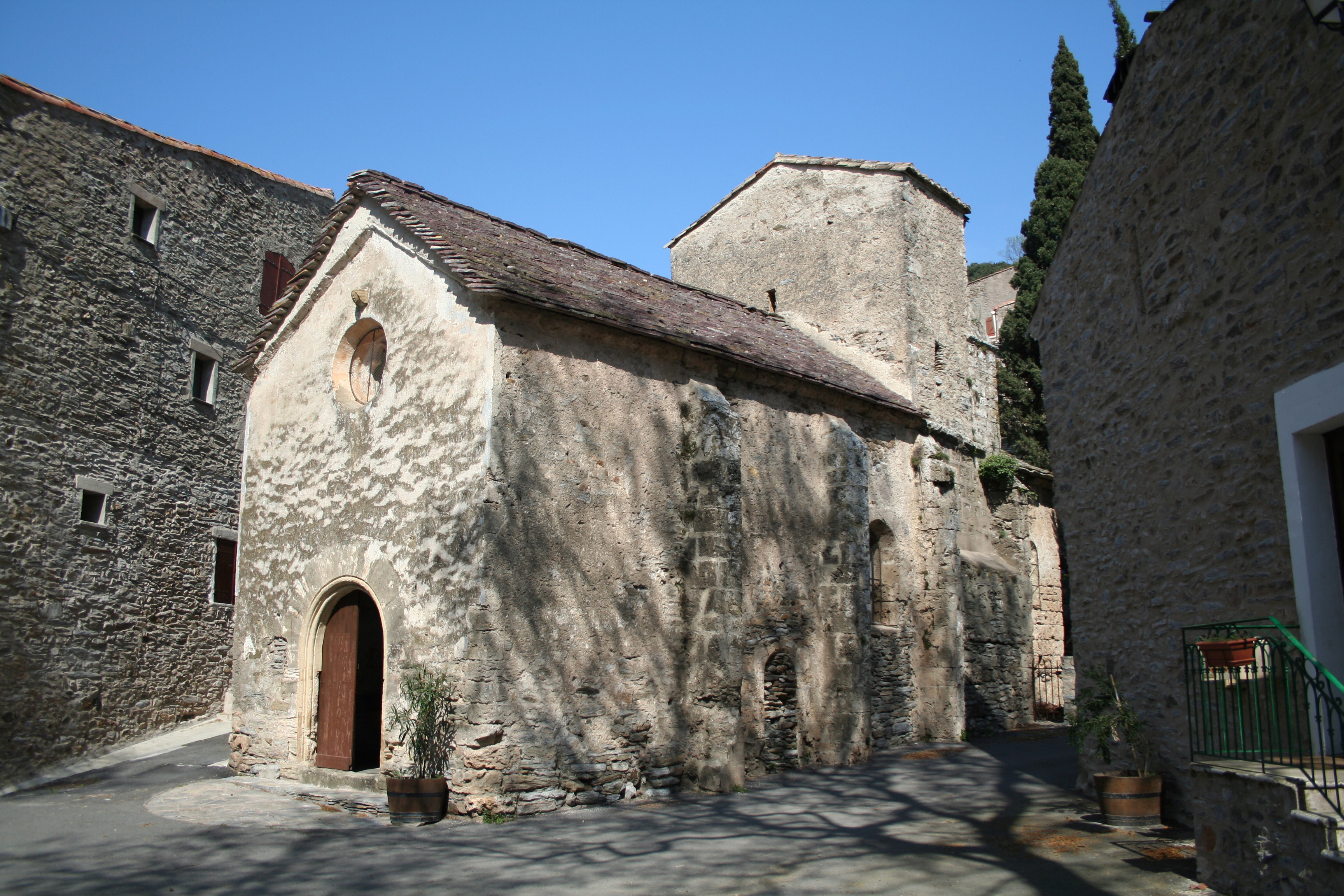
Église Saint-Martin de Cabrières.
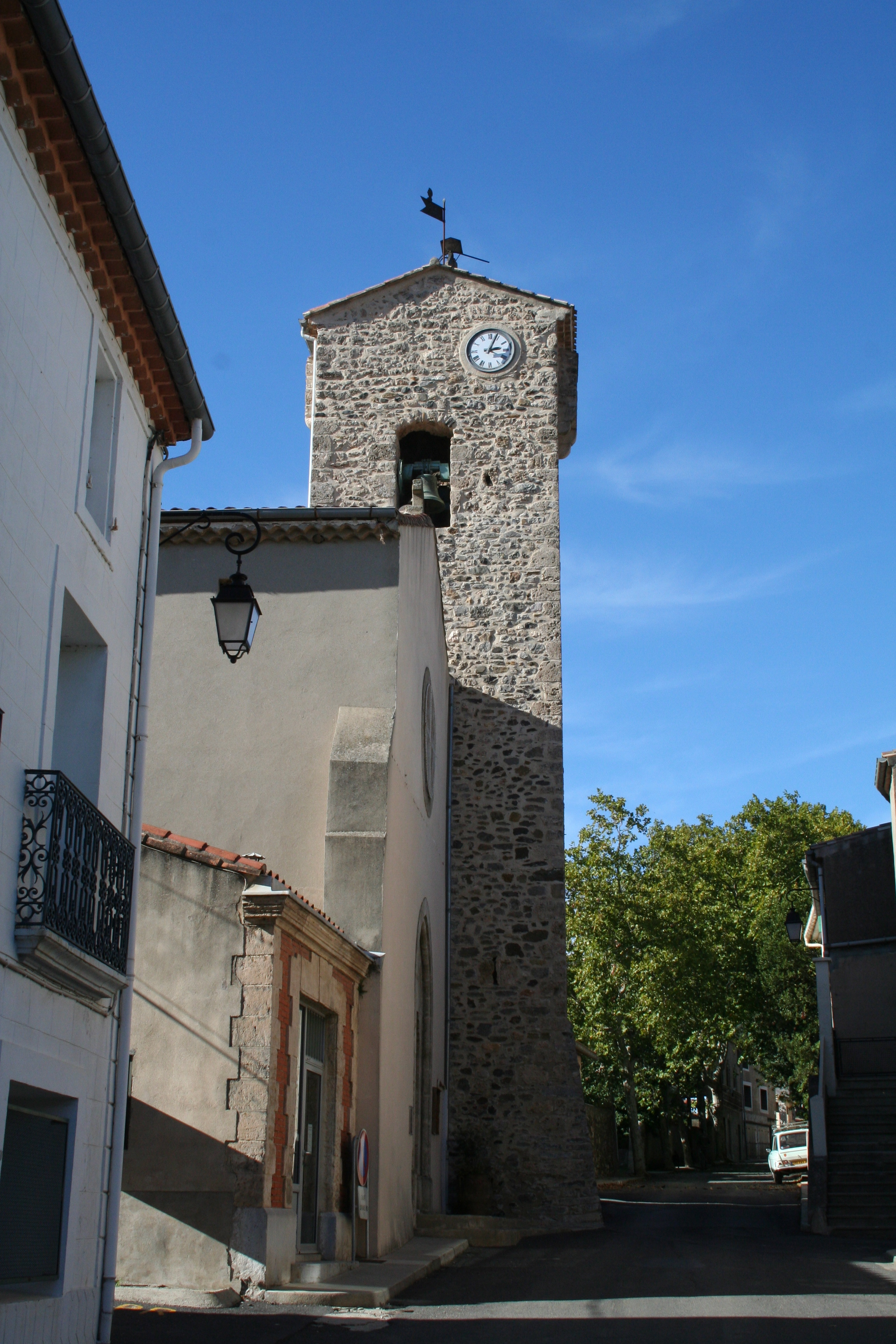
Église de l'Invention-de-Saint-Étienne de Cabrières.

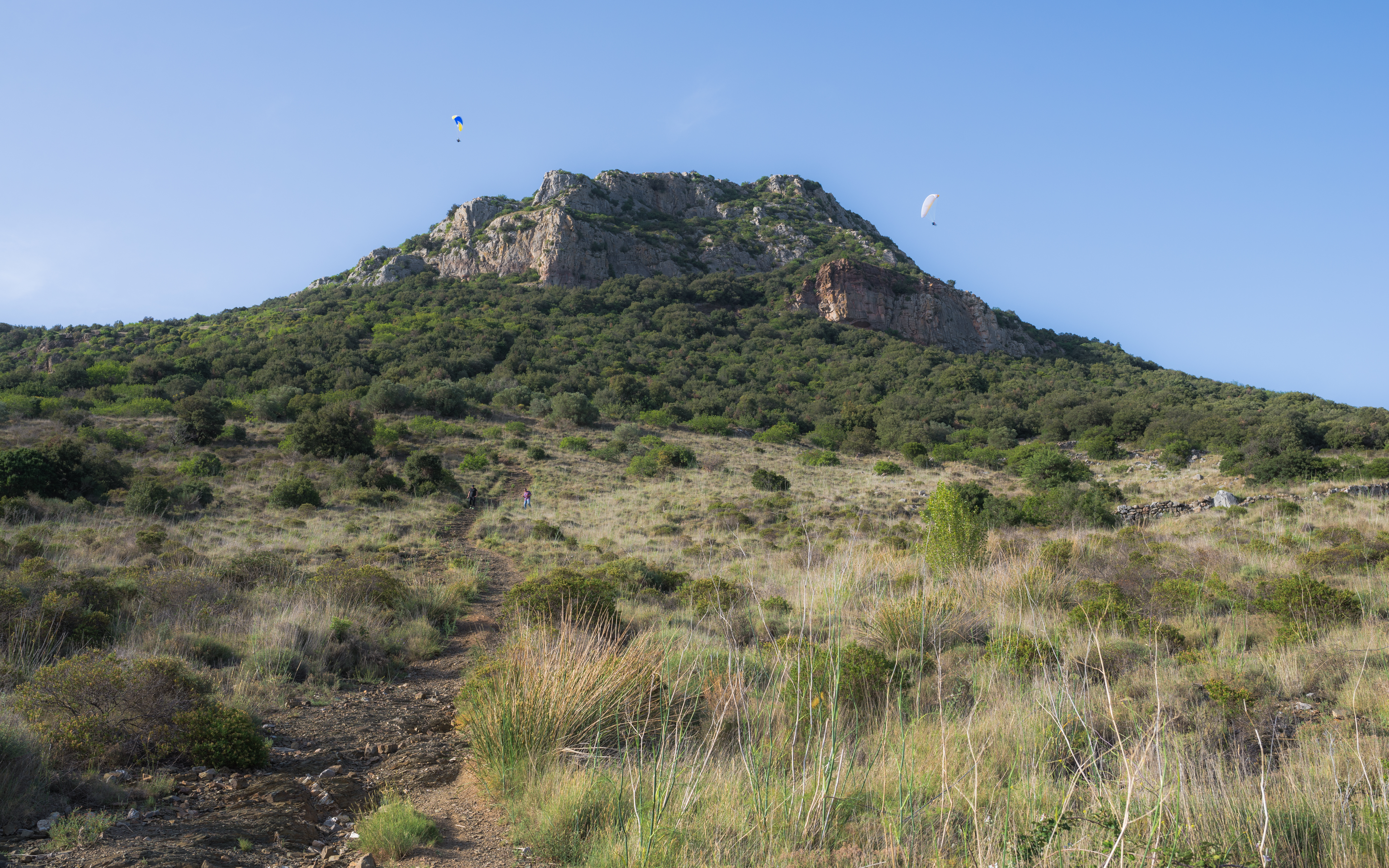
Le pic de Vissou ainsi que deux parapentes.

- Pic de Vissou 480 m, haut lieu de site de vol pour planeurs radiocommandés (vol de pente).
- Meunerie de Tiberet : Dès 1174, il est question dans les cartulaires des abbayes d'Aniane et de Gellone de l'église Sainte-Marie de Tiveret, mais aussi sur les cartes de Cassini. La charte de 1184 indique qu'il y avait, en ces lieux, à la fin de XIIe siècle un établissement des templiers relativement important, qui avait, à sa tête, un prieur. Le prieuré de Tibéret, était rattaché à la commanderie principale de Sainte-Eulalie-de-Cernon (Aveyron). De cet ensemble de vestiges subsistent au pied d'une source, les ruines d'une église, d'une meunerie et de trois moulins.
- Ruines du château. Forteresse féodale d'origine wisigothe, en grande partie disparue.
- Espace muséographique au caveau des vignerons.
- Maison des associations.
- Point Stratigraphique Mondial (PSM) : clou d'or du Tournaisien (sur la D 15 vers La Serre[43]).

### Héraldique
|  | Les armoiries de Cabrières se blasonnent ainsi : D'argent au pairle losangé d'argent et de sable. |

### Personnalités liées à la commune
- Jacques Boisgontier (1937-1998), linguiste occitan, a vécu plusieurs années à Cabrières et y est mort.